# 古爾策倫
古爾策倫是瑞士的城鎮，位於該國中西部，由伯恩州負責管轄，面積4.54平方公里，八成土地是農業用地，海拔高度591米，2011年人口822，人口密度每平方公里181人。